# Coups de tête
Coups de tête est une collection de la maison d'édition québécoise Les 400 coups.

## Histoire
À compléter.

## Parutions
- 1. Élise, roman de science-fiction de Michel Vézina.
- 2. La gifle, roman de Roxanne Bouchard.
- 3. L'odyssée de l'extase, roman noir de Sylvain Houde.
- 4. La valse des bâtards, roman d'Alain Ulysse Tremblay.
- 5. Les territoires du Nord-Ouest, roman de Laurent Chabin.
- 6. Prison de poupées, roman noir d'Edouard H. Bond.
- 7. Je hurle à la lune comme un chien sauvage, roman noir de Frédérick Durand.
- 8. Marzi et Outchj, polar de Pascal Leclercq.
- 9. La vie d'Elvis, roman d'Alain Ulysse Tremblay.
- 10. Kyra, roman fantastique de Léo Lamarche.
- 11. Speranza, roman de Laurent Chabin.
- 12. Cyclone, roman de Dynah Psyché.
- 13. Métarevers, polar de Serge Lamothe.
- 14. Un chien de ma chienne, polar de Mandalian.
- 15. Sympathie pour le destin, roman d'Alain Ulysse Tremblay.
- 16. Gina, roman noir d'Emcie Gee.
- 17. Toujours vert, polar de Jean-François Poupart.
- 18. Sur les rives, polar noir de Michel Vézina.
- 19. Morlante, roman d'aventures de Stéphane Dompierre.
- 20. Maudits!, roman d'épouvante d'Edouard H. Bond.
- 21. Luna Park, roman de Laurent Chabin.
- 22. Macadam blues, roman noir de Léo Lamarche.
- 23. Le Protocole Reston, roman d'horreur de Mathieu Fortin.
- 24. Paradis. Clef en main, roman de Nelly Arcan.
- 25. Zoélie du Saint-Esprit, roman de Dynah Psyché.
- 26. En-d'sous, roman de Sunny Duval.
- 27. Marzi à Marzi, polar de Pascal Leclercq.
- 28. La phalange des avalanches, roman de science-fiction de Benoît Bouthillette.
- 29. Le corps de La Deneuve, roman de Maxime Catellier.
- 30. Toi et moi, it's complicated, roman de Dominic Bellavance.
- 31: Big Will, Alain-Ulysse Tremblay
- 32: L'humain de trop, Dominique Nantel
- 33: Le serrurier, Mathieu Fortin
- 34: Les chemins de moindre résistance, Guillaume Lebeau
- 35: Zones 5, Michel Vézina
- 36: Otchi Tchornya, Mikhaïl W. Ramseier
- 37: Comment appeler et chasser l'orignal, Sylvain Houde
- 38: Parc extension, Laurent Chabin
- 39: Contre dieu, roman noir de Patrick Senécal
- 40: Pandémonium Cité, David Bergeron
- 41: La grande morille, Pascal Leclercq
- 42: L'Ogresse, Dynah Psyché
- 43: Les portes de l'ombre, Gilles Vidal
- 44: Les jardins naissent, Jean-Euphèle Milcé
- 45: J'haïs le hockey, François Barcelo
- 46: Roman-Réalité, Dominic Bellavance
- 47: Le prisonnier,Laurent Chabin
- 48: Les écureuils sont des sans-abris, Simon Girard
- 49: Sexe chronique, Geneviève Drolet
- 50: Nigrida, Mikhaïl W. Ramseier
- 51: Le corps des femmes est un champ de bataille, Laurent Chabin
- 52: Noir Kassad, Alain Ulysse Tremblay
- 53: J'haïs les bébés, François Barcelo
- 54: La série Élise : Les derniers vivants
- 55: Le reflet de la glace, Geneviève Drolet
- 56: Universel coiffure, Caroline Allard
- 57: Noir Linceul, Mikhail W. Ramseier
- 58: Les chaînes du Léviathan, Jonathan Brassard
- 59: Rira bien qui rira le dernier, Hélène Desjardins
- 60: La foire aux organes, Mathieu Picard
- 61: J'haïs les vieux, François Barcelo
- 62: Asile de nuit, Adèle Mathis
- 63: Louve storée \ sexe pour sang \ sexe fiction, Emmanuel Cocke
- 64: Cancer, Mathieu Fortin
- 65: Catacombes, Mikhaïl W. Ramseier
- 66: J'haïs les Anglais, François Barcelo
- 67: Les particules réfractaires: Hooligans, Mikhaïl W. Ramseier
- 68: Disparues, Michel Vézina
- 69: Douze histoires de plage et une noyade, auteurs variés